# Ilyushin Il-103
Ilyushin Il-103 là một loại máy bay huấn luyện, do Viện thiết kế Ilyushin thiết kế trong thập niên 1990.

## Quốc gia sử dụng
Lào
- Không quân Quân giải phóng nhân dân Lào[2]

 Hàn Quốc
- Không quân Hàn Quốc

 Peru
- Hải quân Peru: 6
- Lục quân Peru: 6

## Tính năng kỹ chiến thuật (Il-103)
Dữ liệu lấy từ 
Đặc điểm tổng quát
- Kíp lái: 2
- Sức chứa: 3 chỗ ngồi
- Chiều dài: 8 m (26 ft 3 in)
- Sải cánh: 10.56 m (34 ft 7.75 in)
- Chiều cao: 3.135 m (10 ft 3.5 in)
- Diện tích cánh: 14.71 m2 (158.34 ft2)
- Trọng lượng rỗng: 900 kg (1984 lb)
- Trọng lượng có tải: 1310 kg (2888 lb)
- Powerplant: 1 × Continental IO-360ES- Fuel Injected – động cơ piston với cánh quạt kim loại kiểu Hartzell BHC-C2YF-1BF/F8459A-8R, 156 kW (210 hp)

Hiệu suất bay
- Vận tốc cực đại: (Vne = 340 km/h) km/h ((Vne = 211 mp/h) mph)
- Vận tốc hành trình: 225 km/h ( mph)
- Tầm bay: (ở vận tốc hành trình gồm phi công và 270 kg (595 lb) tài trọng và 30 phút bay dự trữ): 800 km (497 dặm)
- Trần bay: (trần bay chứng nhận cực đại): 3000 m (9840 ft)
- Vận tốc lên cao: 3,167 m/s ( ft/phút)